# Balási család
A Balási család egy régi székelyföldi nemesi család, amelyről első feljegyzések a XVII. századból valók. A legkorábbi említések a kászonszéki Imre deákról szólnak 1668-1672 között. A kászonimpéri Balásiak ma Erdélyben, Magyarországon, Ausztriában, Belgiumban és Svájcban élnek. A család címere 1687 óta a kék mezőben állo darumadár, amint felemelt lábával követ tart.

## Család története

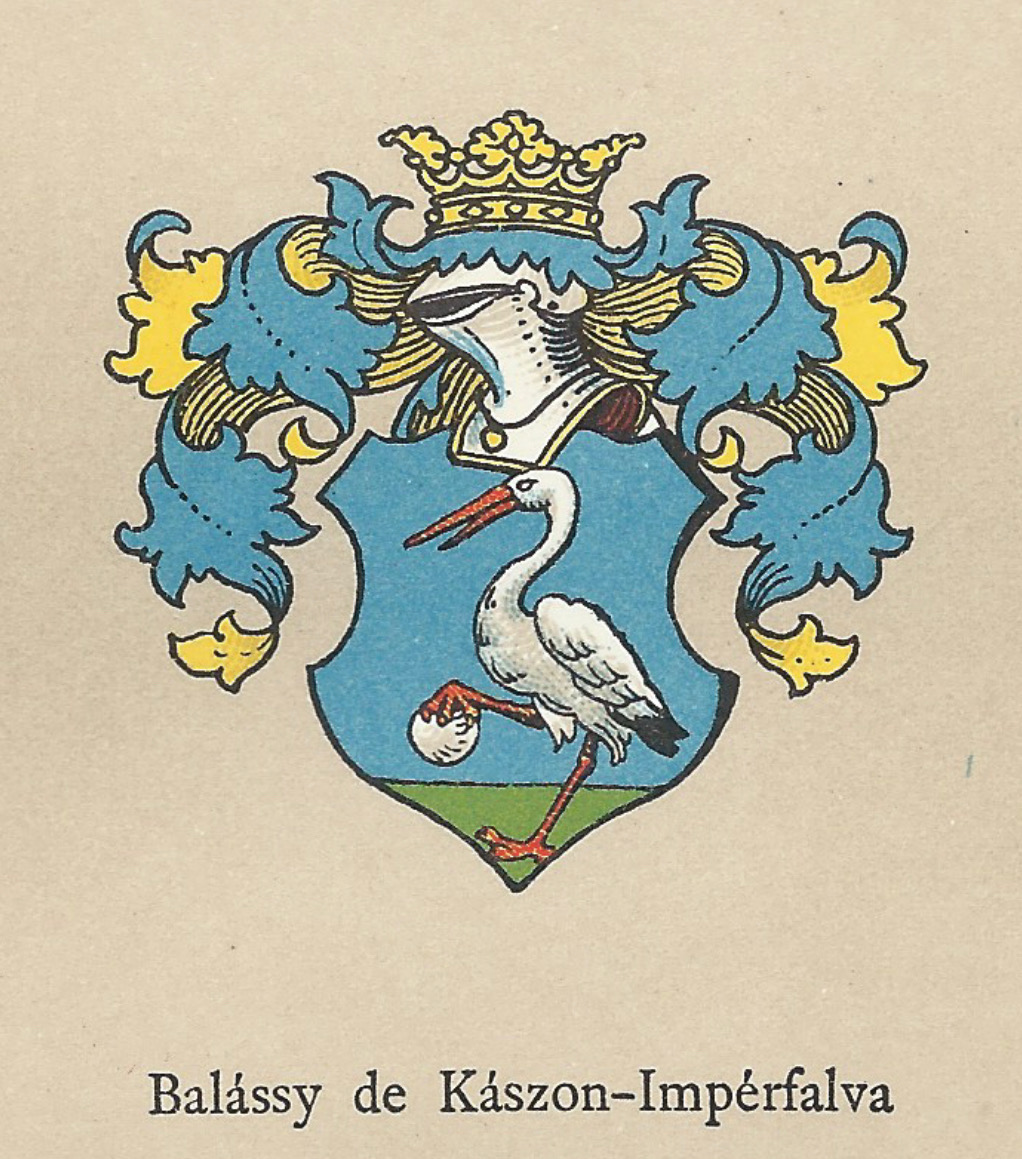
A Balási család címere

A Balási család első tagja akiről hivatalos okiratok is említést tesznek Imre deák (Emericus Literatus) volt, akit 1668-1672 között többször is említ a kászonszéki protocollum, mint különböző peres ügyek ügyvédét és aki Apafi Mihály fejedelemtől kapott címeres nemeslevelet. A századfordulón neve alkirálybíróként tűnik fel, az 1702-es conscriptio névsorának végén mint "vice iudex regius sedis Siculicalis Kászon" szerepel. Ebben a dokumentumban mint kászonimpéri nemes ("Emericus Literatus, alias Blási") jelenik meg. Balási Imre felesége Thúri Borbála, a tamásfalvi Thúri István és szárhegyi Lázár Erzsébet leánya volt.
A XVIII. század második felében a család kétszer is adott kászoni alkirálybírót:
- 1756-ban Balási István (József fia) és
- 1777-ben Balási (II.) József.

Az ezt követő években a család több helyi tisztségviselőt is adott:
- 1834-1840 Balási Ignác Kászonszék ülnöke
- 1837-ben Balási Gáspár tett ügyvédi esküt
- Balási (III.) József (élt 1778-1855 között) csíki főkirálybíró

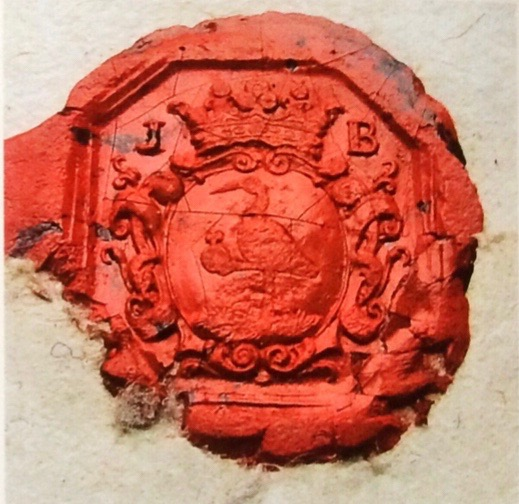
Balási (III.) József alkirálybíró címeres gyűrűspecsétje 1783-ból

Balási (III.) József a kászonjakabfalvi László Ágnets (élt 1783-1855) vette feleségül; öt gyerekük született: József (IV.), Sándor, Gergely, Lajos és Ágnes, aki Heley ezredes felesége lett. Balási (III.) József építtette a kászonimpérfalvi Balási kúriát (kastélyt) 1833-ban. József a királyi ítélőtábla bírója volt. 1841-ben érte el karrierje csúcsát, amikor megkapta a főkirálybírói tisztségre a kinevezést. Az igazságszolgáltatás területein elért érdemeit V. (Habsburg) Ferdinánd címeres nemeslevél adományozásával ismerte el.
József (IV.) (1814-1870) 1846-ban egyike volt Csíkszék követeinek a kolozsvári országgyűlésen. Érkörtvélyesen telepedett meg, az ő dédunokája volt dr. Balási (VII.) József (1915-2004) állatorvos, akiről Érkörtvélyesen iskolát neveztek el. Balási Sándor (1822-1867) pályája a Királyi Táblán indult írnokként (később jegyző); a szabadságharc után 1860-ban kászoni alkirálybíró lett. Gergely (1820-1865) 1839-ben az I. székely gyalogezredben majd később a királyi testőrségben szolgált. Balási Lajos (1826-1898) Bocskai-huszárfőhadnagyként vett részt a szabadságharcban; az ott szerzett súlyos sebeit élete végéig viselte. Ő volt Kászonszék utolsó választott alkirálybírája (1867-1873).
A család birtokában voltak egykor a répáti, borárnyéki, kászonjakabfalvi (Salutaris) borvízforrások, amelyek közelében villákat, vendégházakat és palackozókat működtettek az I. világháború végéig.
A kászonimpéri Balásiak ma Erdélyben, Magyarországon, Ausztriában, Belgiumban és Svájcban élnek.
A család címere 1687 óta a kék mezőben állo darumadár, amint felemelt lábával követ (országalmát?) tart.

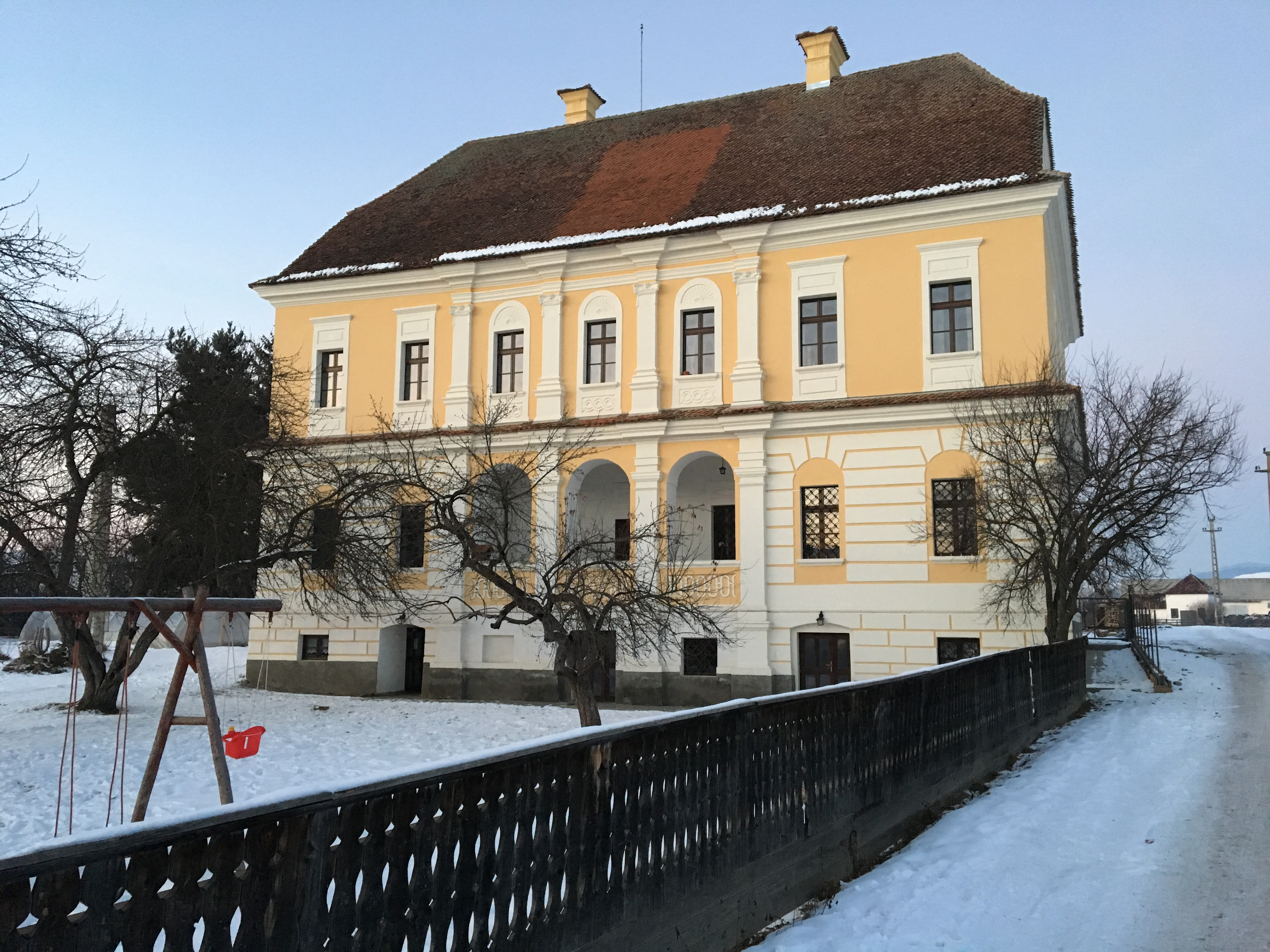
Balási-kastély (Kászonimpérfalva)